# Сигеберт II (король Эссекса)
Сигеберт II Добрый (англ. Sigeberht the Good; умер в 660) — король Эссекса (653—660).

## Биография
Сигеберт поддерживал союзнические отношения с нортумбрийским королём Освиу. Вскоре Освиу убедил его принять христианство. Сигеберт явился в поместье короля Нортумбрии, где епископ Финан Линдисфарнский крестил его самого и его людей. Затем Финан направил в Эссекс Кедда, чтобы тот крестил остальных жителей Эссекса, и сделал его эссекским епископом.
Беда Достопочтенный рассказывает, что однажды Сигеберт отобедал в гостях у какого-то человека, который был отлучён епископом от церкви и проклят за сожительство вне брака. Остальным христианам было запрещено входить в его дом, но Сигеберт нарушил приказ. Направляясь в очередной раз в гости, Сигеберт встретил Кедда и покаялся ему в грехе. Однако епископ проклял короля и предрёк ему смерть в этом доме. Так в итоге и случилось: Сигеберт был убит хозяином дома и его братом. Когда убийц спросили, почему они это сделали, они смогли лишь ответить, что обозлились на короля и возненавидели его оттого, что он всегда был готов миловать своих врагов и прощал им всё зло, что они делали, как только они просили прощения. Поскольку Беда Достопочтенный сообщает, что убийцы были родственниками Сигеберта, предполагается, что это были унаследовавшие ему Свитхельм и его брат Свитфрит.